# Dicheirinia canariensis
Dicheirinia canariensis är en svampart som beskrevs av Urries 1954. Dicheirinia canariensis ingår i släktet Dicheirinia och familjen Raveneliaceae.   Inga underarter finns listade i Catalogue of Life.